# Danh sách vở opera của Mozart
Dưới đây là danh sách các vở opera được sáng tác bởi nhà soạn nhạc thiên tài người Áo Wolfgang Amadeus Mozart. 
| Tên                                | Số được đánh trong Danh sách Köchel | Năm sáng tác | Người viết lời                                                                   | Ngôn ngữ    | Thể loại                      | Thành phần tham gia | Nơi và ngày biểu diễn đầu tiên |
| ---------------------------------- | ----------------------------------- | ------------ | -------------------------------------------------------------------------------- | ----------- | ----------------------------- | --- | --- |
| Die Schuldigkeit des ersten Gebots | K. 35                               | 1767         | Ignaz von Weiser                                                                 | Tiếng Đức   | Singspiel                     | 2 giọng nữ cao, 3 giọng nam cao                                                                                          | Tòa Tổng giám mục, Salzburg, 12 tháng 3 năm 1767 |
| Apollo et Hyacinthus               | K. 38                               | 1767         | Rufinus Widl                                                                     | Tiếng Latin | Phong cách Latin              | 2 giọng nữ cao, 2 giọng nữ trầm, 1 giọng nam cao, 2 giọng nam trầm và dàn hợp xướng                                      | Trương Đại học Salzburg, 13 tháng 5 năm 1767 |
| Bastien und Bastienne              | K. 50                               | 1768         | F. W. Weiskern và J. H. Muller                                                   | Tiếng Đức   | Singspiel                     | 1 giọng nữ cao, 1 giọng nam cao, 1 giọng nam trầm                                                                        | Buổi biểu diễn được xác nhận: Architektenhaus, Berlin, 2 tháng 10 năm 1890. Buổi biểu diễn không được xác nhận: Viên, tháng 10 năm 1768, ở vườn của Tiến sĩ Franz Mesmer |
| La finta semplice                  | K. 51                               | 1768         | Marco Coltellini                                                                 | Tiếng Ý     | Opera buffa                   | 2 giọng nữ cao, 1 giọng nữ trầm hoặc giọng nữ trung, 2 giọng nam cao, 2 giọng nam trầm                                   | Tòa Tổng giám mục Salzburg, 1 tháng 5 năm 1769 |
| Mitridate, re di Ponto             | K. 87                               | 1770         | Vittorio Amedeo Cigna-Santi                                                      | Tiếng Ý     | Opera seria                   | 4 giọng nữ cao, 1 giọng nữ trầm và 2 giọng nam cao                                                                       | Teatro Regio Ducal, Milan, 26 tháng 12 năm 1770 |
| Ascanio in Alba                    | K. 111                              | 1771         | Giuseppe Parini                                                                  | Tiếng Ý     | Festspiel                     | 4 giọng nữ cao, 1 giọng nam cao và dàn hợp xướng                                                                         | Teatro Regio Ducal, Milan, 17 tháng 10 năm 1771 |
| Il Sogno di Scipione               | K. 126                              | 1772         | Metastasio                                                                       | Tiếng Ý     | Azione teatrale hoặc Serenata | 3 giọng nữ cao, 3 giọng nam cao và dàn hợp xướng                                                                         | Tòa Tổng giám mục Salzburg, có thể là 1 tháng 5 năm 1772 |
| Lucio Silla                        | K. 135                              | 1772         | Giovanni de Gamerra, sau được sửa bởi Metastasio                                 | Tiếng Ý     | Dramma per musica             | 4 giọng nữ cao, 2 giọng nam cao và dàn hợp xướng                                                                         | Teatro Regio Ducal, Milan, 26 tháng 12 năm 1772 |
| La finta giardiniera               | K. 196                              | 1774         | Có thể là Giuseppe Petrosellini                                                  | Tiếng Ý     | Dramma giocoso                | 4 giọng nữ cao, 2 giọng nam cao, 1 giọng nam trầm và dàn hợp xướng                                                       | Redoutensaal, Munich, 13 tháng 1 năm 1775 |
| Il re pastore                      | K. 208                              | 1775         | Metastasio, sau được sửa bởi Giambattista Varesco                                | Tiếng Ý     | Serenata                      | 3 giọng nữ cao, 2 giọng nam cao                                                                                          | Tòa Tổng giám mục Salzburg, 23 tháng 4 năm 1775 |
| Thamos, König trong Ägypten        | K. 345                              | 1773 và 1779 | Tobias Philipp von Gebler                                                        | Tiếng Đức   | Opera anh hùng                | Dàn hợp xướng, nghệ sĩ độc tấu, giọng nữ cao, nữ trầm, nam cao và nam trầm                                               | Nhà hát Kärntnertor, Viên, ngày 4 tháng 4 năm 1774, biểu diễn hoàn chỉnh vào các năm 1779-1780, Salzburg                                                                 |
| Zaide                              | K. 344                              | 1779         | Johann Andreas Schachtner                                                        | Tiếng Đức   | Singspiel                     | 1 giọng nữ cao, 2 giọng nam cao, 1 giọng nam trầm, một dàn hợp xướng nhỏ gồm 4 giọng nam cao và 1 người dẫn chuyện       | Frankfurt, 27 tháng 1 năm 1866 |
| Idomeneo, re di Creta              | K. 366                              | 1780-1781    | Giambattista Varesco                                                             | Tiếng Ý     | Dramma per musica             | 3 giọng nữ cao, 1 giọng nữ trung, 4 giọng nam cao, 1 giọng nam trung, 2 giọng nam trầm và dàn hợp xướng                  | Cuvilliés Theatre, Munich, 29 tháng 1 năm 1781 |
| Die Entführung aus dem Serail      | K. 384                              | 1782         | Gottlieb Stephanie                                                               | Tiếng Đức   | Singspiel                     | 2 giọng nữ cao, 2 giọng nam cao, 1 giọng nam trầm, 2 người dẫn truyện                                                    | Burgtheater, Viên, 16 tháng 7 năm 1782 |
| L'oca del Cairo                    | K. 422                              | 1784         | Giambattista Varesco                                                             | Tiếng Ý     | Dramma per musica             | 4 giọng nữ cao, 2 giọng nam cao, 2 giọng nam trầm và dàn hợp xướng                                                       | Nhà hát du Fantaisies-Parisiennes, Paris, 6 tháng 6 năm 1867 |
| Lo sposo deluso                    | K. 430                              | 1784         | Không rõ. Có thể là Lorenzo da Ponte, nhưng cũng có thể là Giuseppe Petrosellini | Tiếng Đức   | Opera buffa                   | 3 giọng nữ cao, 2 giọng nam cao, 2 giọng nam trầm                                                                        | Nhà hát du Fantaisies-Parisiennes, Paris, 6 tháng 6 năm 1867 |
| Der Schauspieldirektor             | K. 486                              | 1786         | Gottlieb Stephanie                                                               | Tiếng Đức   | Comedy âm nhạc                | 2 giọng nữ cao, 1 giọng nam cao, 1 giọng nam trầm, 6 người dẫn chuyện                                                    | Cung điện Schönbrunn, Viên, 7 tháng 2 năm 1786 |
| Le nozze di Figaro                 | K. 492                              | 1786         | Lorenzo da Ponte                                                                 | Tiếng Ý     | Opera buffa                   | 3 giọng nữ cao, 2 giọng nữ trung, 2 giọng nam cao, 1 giọng nam trung, 3 giọng nam trầm và dàn hợp xướng                  | Burgtheater, Viên, 1 tháng 5 năm 1786 |
| Don Giovanni                       | K. 527                              | 1787         | Lorenzo da Ponte                                                                 | Tiếng Ý     | Dramma giocoso                | 3 giọng nữ cao, 1 giọng nam cao, 1 giọng nam trung, 3 giọng nam trầm và dàn hợp xướng                                    | Nhà hát Estates, Prague, 29 tháng 10 năm 1787 |
| Così fan tutte                     | K. 588                              | 1790         | Lorenzo da Ponte                                                                 | Tiếng Ý     | Dramma giocoso                | 3 giọng nữ cao, 1 giọng nam cao, 1 giọng nam trung, 1 giọng nam trầm và dàn hợp xướng                                    | Burgtheater, Viên, 26 tháng 1 năm 1790 |
| Der Stein der Weisen               | K. 592a                             | 1790         | Emanuel Schikaneder                                                              | Tiếng Đức   | Singspiel                     | 3 giọng nữ cao, 2 giọng nam cao, 2 giọng nam trung, 1 giọng nam trầm, 1 người dẫn chuyện                                 | Nhà hát auf der Wieden, Viên, 11 tháng 9 năm 1790 |
| La Clemenza di Tito                | K. 621                              | 1791         | Metastasio, sửa bởi Caterino Mazzolà                                             | Tiếng Ý     | Opera seria                   | 2 giọng nữ cao, 2 giọng nữ trung, 1 giọng nam cao, 1 giọng nam trầm                                                      | Nhà hát Estates, Prague, 6 tháng 9 năm 1791 |
| Die Zauberflöte                    | K. 620                              | 1791         | Emanuel Schikaneder                                                              | Tiếng Đức   | Singspiel                     | 6 giọng nữ cao, 2 giọng nữ trung, 1 giọng nữ trầm, 4 giọng nam cao, 1 giọng nam trung, 4 giọng nam trầm và dàn hợp xướng | Nhà hát auf der Wieden, Viên, 30 tháng 9 năm 1791 |